# Rudolf Rasmussen
Rudolf Rasmussen, född 18 juni 1918 i Köpenhamn, död 25 september 1993, var en dansk tävlingscyklist. Han var 1939–1943 Danmarks bäste landsvägscyklist.
Rasmussen, som debuterade 1936, vann 1939 nordiska mästerskapet, 1940–1942 det danska samt blev 16:e man i världsmästerskapet 1938. Han var en stark och spurtsnabb cyklist. Han valdes till ordförande i Københavnske A-Rytteres Klub 1943. Han var yrkesverksam som garvare i Köpenhamn.